# Аризона Даймондбэкс
Аризона Даймондбэкс (англ. Arizona Diamondbacks) — профессиональный бейсбольный клуб, базирующийся в Финиксе, штат Аризона. Команда была основана в 1998 году. С момента создания «Даймондбэкс» играют в Западном дивизионе Национальной лиги Главной лиги бейсбола. Домашние игры команды проходят на стадионе «Чейз-филд», вмещающем 48 686 зрителей.
За время своих выступлений в Главной лиге бейсбола «Даймондбэкс» пять раз становились победителем своего дивизиона. В сезоне 2001 года команда стала победителем Национальной лиги и выиграла Мировую серию.

## История

### Создание клуба
Формирование группы инвесторов для привлечения в Финикс франшизы Главной лиги бейсбола началось в 1993 году. Инициаторами этого стали супервайзер округа Марикопа Джим Брунер и юрист Джо Гараджола-младший. Работу по непосредственному привлечению средств организовал Джерри Коланжело, владелец клуба НБА «Финикс Санс». Официально права на франшизу были переданы ему лигой 9 марта 1995 года, их стоимость составила 130 млн долларов. Гараджола занял пост генерального менеджера клуба. В ноябре того же года главным тренером команды был нанят Бак Шоуолтер, подписавший контракт на семь лет.
Строительство стадиона для команды началось после получения прав на франшизу. Общая стоимость проекта составила свыше 354 млн долларов, из них 238 млн было собрано за счёт введения дополнительного налога с продаж в округе Марикопа. Арена получила название «Банк-уан-боллпарк». Спонспорское соглашение с корпорацией Bank One было рассчитано на тридцать лет с годовыми выплатами свыше 2 млн долларов. Стадион был оборудован выдвижной крышей, естественным газоном и системой кондиционирования для поддержания комфортных условий в жарком климате Аризоны. Стадион стал первой ареной Главной лиги бейсбола с бассейном на одной из трибун.
Весной 1998 года «Даймондбэкс» впервые приняли участие в весенних тренировках команд Главной лиги бейсбола. База команды располагалась в Тусоне, где также играл фарм-клуб «Аризоны» уровня ААА-лиги «Тусон Сайдвайндерс». Значительной частью целевой аудитории команды стала мексиканская община штата, поэтому одна из предсезонных игр традиционно проводится на территории Мексики. Все матчи транслируются по радио на территорию северной Мексики с комментариями на испанском языке.

### Ранние годы
Первый официальный матч в лиге Даймондбэкс сыграли 31 марта 1998 года на своём поле в присутствии 50 179 зрителей. Регулярный чемпионат команда закончила с 65 победами и 97 поражениями. Общая платёжная ведомость клуба была одной из самых скромных в лиге, но год оказался убыточным и потребовал дополнительных вложений в размере 29 млн долларов. Чтобы завоевать популярность у болельщиков, Джерри Коланжело разработал рассчитанный на четыре года план, после выполнения которого Аризона должна была войти в число претендентов на победу в чемпионате. С этой целью были подписаны контракты со звёздными свободными агентами, среди которых были обладатель награды Сая Янга питчер Рэнди Джонсон и аутфилдер Стив Финли.
В сезоне 1999 года «Даймондбэкс» выиграли сто матчей, одержали победу в дивизионе и вышли в плей-офф, где в четырёх матчах проиграли «Нью-Йорк Метс». Этот результат был выдающимся, для команды играющей всего второй год. При этом посещаемость игр снизилась ещё на 16 %, а расходы на заработную плату игроков потребовали вложений в размере 24 млн долларов. Руководство клуба продолжило усиливать состав, по ходу чемпионата 2000 года подписав контракт с другим звёздным питчером Куртом Шиллингом. По общему размеру платёжной ведомости «Даймондбэкс» вышли на седьмое место в Главной лиге бейсбола. Результаты при этом ухудшились, что привело к замене Шоуолтера на Боба Бренли. Сезон команда завершила с 85 победами и 77 поражениями на третьем месте в дивизионе. Растущие убытки вынудили руководство сократить часть сотрудников офиса. С десятью самыми высокооплачиваемыми игроками команды была достигнута договорённость о замораживании части выплат по контрактам.

### Мировая серия

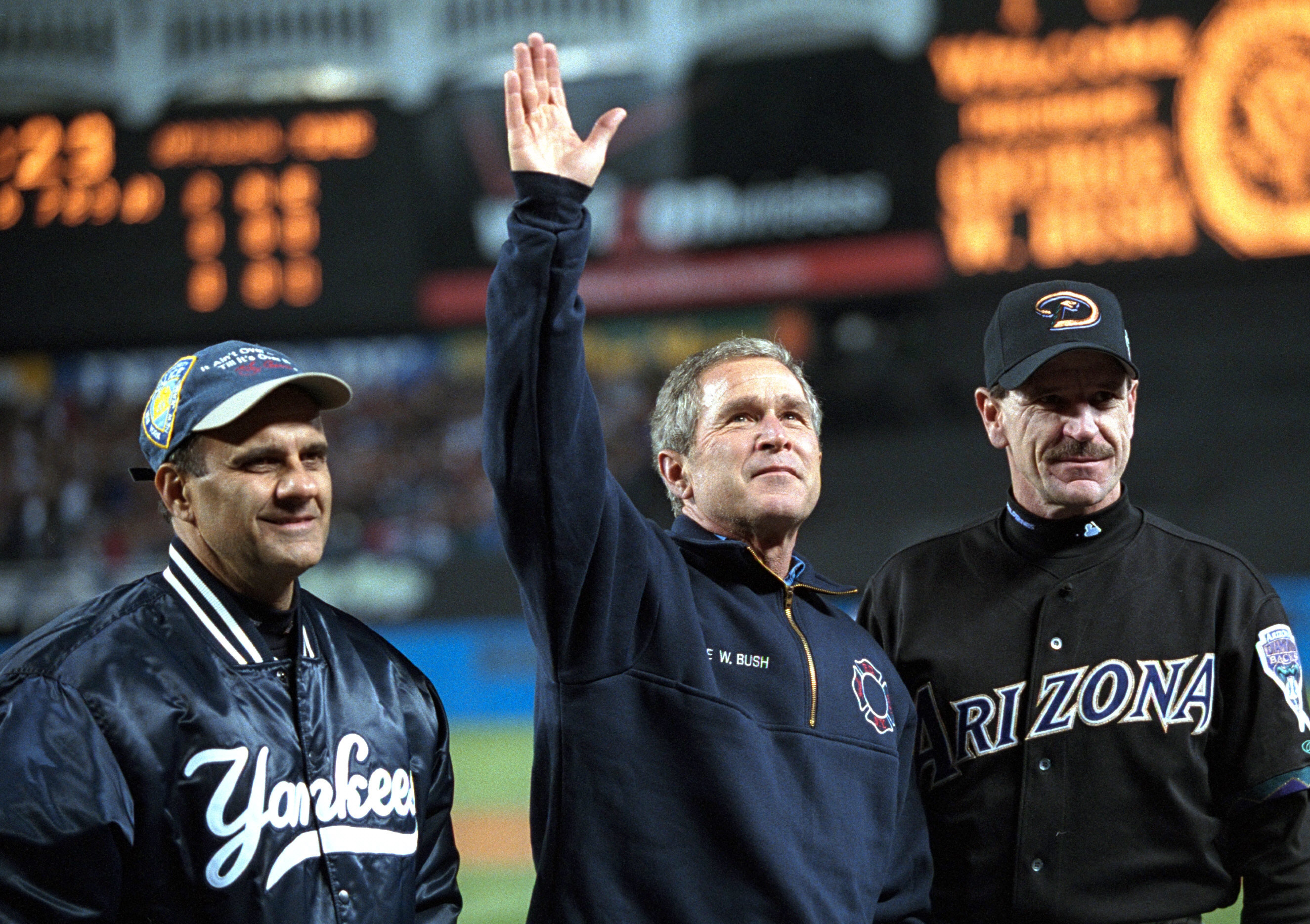
Главные тренеры команд Джо Торри (слева) и Боб Бренли (справа) с президентом США Джорджем Бушем, третья игра Мировой серии, 30 октября 2001 года.

«Аризона» сумела выиграть дивизион в 2001 году, одержав 92 победы при 70 поражениях. По ходу регулярного чемпионата Джонсон и Шиллинг на двоих сделали 665 страйкаутов, установив рекорд лиги для одноклубников. В среднем в играх сезона Джонсон делал 13,4 страйкаута за 9 иннингов, показав абсолютно лучший результат в истории. Это принесло ему третий подряд приз Сая Янга. Аутфилдер Луис Гонсалес выбил 57 хоум-ранов. Несмотря на это, общая посещаемость матчей команды сократилась до 2,7 млн зрителей.
В плей-офф Джонсон и Шиллинг продолжили доминировать. В дивизионной серии «Даймондбэкс» обыграли «Сент-Луис Кардиналс» со счётом 3:2, в чемпионской серии — «Атланту Брэйвз» 4:1. Соперником команды в Мировой серии стали «Нью-Йорк Янкис». Первые два её матча прошли в Финиксе и завершились победой хозяев, причём во второй игре Рэнди Джонсон провёл на поле все девять иннингов, сделав одиннадцать страйкаутов и не пропустив ни одного очка. Затем «Янкис» выиграли три матча на своём поле, а «Даймондбэкс» сравняли счёт в шестой игре у себя дома. Стартовым питчером на последний матч вышел Шиллинг, в седьмом иннинге его сменил Джонсон, у которого было менее суток на отдых. Решающий удар в матче нанёс Луис Гонсалес: после его сингла Джей Белл забежал в дом и набрал победное очко. Награду самому ценному игроку Мировой серии разделили Рэнди Джонсон и Курт Шиллинг. Успех «Даймондбэкс» стал первым для команд из Аризоны во всех профессиональных спортивных лигах Северной Америки/ Победа в Мировой серии не улучшила ситуацию с финансами и после завершения сезона часть акций франшизы была выкуплена новой группой инвесторов, вложивших дополнительные 160 млн долларов.

### Смена собственников
Следующий после победы в Мировой серии сезон «Даймондбэкс» завершили с 98 победами и 64 поражениями, выиграв дивизион в третий раз за пять лет существования. Рэнди Джонсон в четвёртый раз подряд получил приз Сая Янга и стал первым с 1985 года обладателем Тройной короны среди питчеров: первые места в лиге по числу побед и страйкаутов, а также лучший показатель пропускаемости ERA. Эти успехи позволили привлечь больше зрителей на трибуны и суммарно игры «Аризоны» посмотрело 3,2 млн человек. В плей-офф повторить успех не удалось и команда проиграла дивизионную серию «Кардиналс» в трёх матчах.
В 2003 году на команду обрушилась эпидемия травм. В список травмированных попали шестнадцать игроков, включая ведущих питчеров Джонсона и Шиллинга. «Даймондбэкс» опустились на третье место в дивизионе. Чтобы сократить расходы, в межсезонье Курт Шиллинг был обменян в «Бостон Ред Сокс» на четырёх молодых игроков. В марте 2004 Коланжело продал принадлежавшие ему акции клуба и новыми владельцами стала группа во главе с бизнесменом Кеном Кендриком. В августе новым генеральным менеджером «Аризоны» стал Джефф Мурад, спортивный агент, в число клиентов которого входило несколько игроков команды. На момент смены власти в организации долги клуба составляли около 300 млн долларов, из них порядка 180 млн были долгами по заработной плате перед бейсболистами. Сезон же оказался провальным. Команда завершила его с 51 победой и 111 поражениями, что стало одним из худших результатов в истории Главной лиги бейсбола. Летом после серии поражений был уволен Бренли, а в ноябре новым главным тренером «Даймондбэкс» стал Боб Мелвин. В январе 2005 года был обменян Рэнди Джонсон. Его уход ознаменовал начало новой эры в истории франшизы. 

### Эра Боба Мелвина

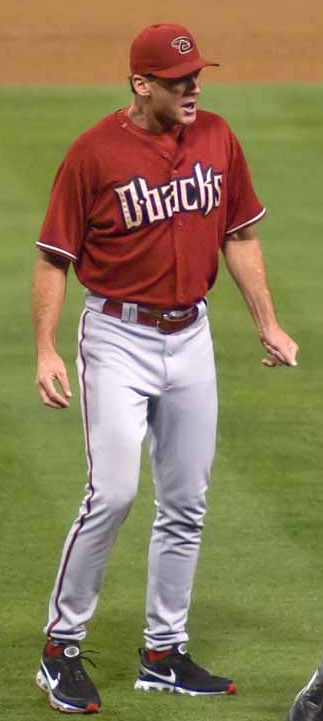
Главный тренер команды Боб Мелвин, 28 августа 2007 года.

Приход Мелвина на пост главного тренера сразу же дал результат: в 2005 году команда одержала на 26 побед больше, чем в предыдущем сезоне. За два года он перестроил игру «Аризоны» и в 2007 году «Даймондбэкс» сенсационно стали победителями дивизиона. При этом регулярный чемпионат команда завершила с отрицательной разницей очков. Журналисты отмечали способность специалиста получить максимум от имеющегося подбора игроков. По итогам сезона Боб Мелвин получил приз Тренеру года в Главной лиге бейсбола. После этого контракт с ним был продлён до 2010 года. Лидерами этого состава команды были молодые Джастин Аптон, Конор Джексон и Марк Рейнолдс.
В 2008 году «Аризона» была близка к тому, чтобы защитить титул победителя дивизиона. На стартовом отрезке регулярного чемпионата было одержано двадцать побед при всего восьми поражениях. Однако на дистанции этот темп сохранить не удалось, и на финише «Даймондбэкс» уступили первенство «Лос-Анджелес Доджерс». Сезон 2009 года команда начинала с надеждой на успех, но её лидеры не прогрессировали так, как от них ожидали. Уже с начала регулярного чемпионата Аризона существенно отстала от Доджерс. Восьмого мая 2009 года Мелвин был отправлен в отставку. Его место занял вице-президент по развитию игроков Эй Джей Хинч. Смена тренера по ходу сезона состоялась второй раз в истории франшизы. Вместе с Мелвином был уволен тренер отбивающих Рик Шу, работавший с питчерами Брайан Прайс ушёл с должности по собственному желанию.

## Игроки

### Текущий состав
Состав приведён по состоянию на 31 октября 2020 года